# 시라사카역
시라사카역(일본어: 白坂駅)은 일본 후쿠시마현 시라카와시에 있는 동일본 여객철도 도호쿠 본선의 역이다. 단선 승강장 2면 2선의 구조를 가진 지상역이다.

## 타는 곳
| 1 | ■ 도호쿠 본선 | (상행) | 구로이소 · 우쓰노미야 방면 |
| 2 | ■ 도호쿠 본선 | (하행) | 시라카와 · 고리야마 방면   |

## 역 주변
- 시라카와 시청 시라사카 시민센터
- 국도 제294호선
- 시라사카노모리 스포츠 공원
- 신시라카와 추오병원
- 후쿠시마 현 문화재 센터 시라카와관
- 시라사카 공업단지
- 시라카와 시 시민구장
- 국도 제4호선

## 인접 정차역
| 도호쿠 본선            | 도호쿠 본선   | 도호쿠 본선              |
| ---------------------- | ------------- | ------------------------ |
| 도요하라 구로이소 방면 | ■ 도호쿠 본선 | 신시라카와 후쿠시마 방면 |